# One More Go Round
One More Go Round (Live in Roma) è un album di Giorgia del 1993. Assieme al precedente Natural Woman (Live in Rome), dello stesso anno, venne riproposto in un CD doppio intitolato I primi anni. L'album, messo in commercio per il mercato non italiano e pubblicato anche in Giappone, contiene alcuni brani soul e R&B amati dalla cantautrice romana.

## Il disco
Prodotto da Marco Rinalduzzi e Massimo Calabrese, con la produzione esecutiva di Ben Sidran, già produttore di Diana Ross, nel 1993, assieme al precedente Natural Woman (Live in Rome), One More Go Round esce per l'etichetta Go Jazz dopo essere stato registrato dal vivo al Classico di Roma. In seguito, entrambi i dischi verranno poi ristampati nel 1995 dalla Flying Records, dopo il successo di Giorgia, in un'ulteriore versione, come doppio cd.
Giorgia: lead vocal, Marco Rinalduzzi: guitars & voice, Massimo Calabrese: electric bass & voice, Alberto Bartoli: drums & percussion
Anche questo disco, proprio come il precedente lavoro  Natural Woman (Live in Rome), raccoglie in versione live alcuni dei più celebri pezzi di musica pop, rock, soul e R&B dagli anni sessanta in poi. In questa esibizione, registrata sempre live al classico di Roma, Giorgia propone ben 11 tracce, tra cui la toccante Calling You.Contiene anche una splendida versione di "something tells me" (Gino Vannelli).

## Tracce
1. One More Go Round
2. Them Changes
3. Calling You
4. Record Company Blues
5. You Got What It Takes
6. Here There and Everywhere
7. Lately
8. The Long and Winding Road
9. Something Tells Me
10. Fan Blues
11. Dr. Feelgood

## Formazione
- Giorgia – voce
- Marco Rinalduzzi – chitarra, cori
- Massimo Calabrese – basso, cori
- Alberto Bartoli – batteria, percussioni